# Daniel Ulber
Daniel Ulber (* 1980 in Köln) ist ein deutscher Rechtswissenschaftler und Hochschullehrer an der Universität Trier.

## Leben und Wirken
Ulber studierte ab Oktober 2001 Rechtswissenschaften an der Universität zu Köln. Nach einem Auslandssemester an der Autonomen Universität Madrid im Jahr 2004 legte Ulber 2006 in Köln sein Erstes Juristisches Staatsexamen ab. Im Anschluss daran trat er eine Beschäftigung als wissenschaftlicher Mitarbeiter am Forschungsinstitut für Deutsches und Europäisches Sozialrecht in Köln an. Ab Dezember 2008 leistete er sein Rechtsreferendariat am Landgericht Köln ab. Während seines Referendariats, im Dezember 2009, schloss Ulber seine Promotion ab und wurde mit der arbeitsrechtlichen Schrift Tarifdispositives Gesetzesrecht im Spannungsfeld von Tarifautonomie und grundrechtlichen Schutzpflichten von der Universität Köln zum Dr. iur. promoviert. Für diese Arbeit erhielt er 2010 den CBH-Promotionspreis der rechtswissenschaftlichen Fakultät der Universität Köln. Nach seinem Zweiten Staatsexamen im Januar 2011 war Ulber zunächst als wissenschaftlicher Mitarbeiter von Susanne Baer am Bundesverfassungsgericht, ab Mai 2011 als wissenschaftlicher Mitarbeiter am Kölner Institut für Deutsches und Europäisches Arbeits- und Sozialrecht tätig. Im Oktober 2015 schloss Ulber mit der bislang unveröffentlichten Schrift Der Hinweis auf bestehende Einreden im Zivilprozess – Ein Beitrag zum Spannungsverhältnis von Parteifreiheit und Richtermacht seine von Ulrich Preis betreute Habilitation ab und erhielt von der Universität Köln die Venia legendi für die Fächer Bürgerliches Recht,  Zivilprozessrecht, Arbeitsrecht, Sozialrecht und Europarecht. 2016 erhielt er den Hans-Kelsen-Preis für NachwuchswissenschaftlerInnen der Universität Köln.
Es folgten Lehrstuhlvertretungen an den Universitäten Köln, Düsseldorf und Halle-Wittenberg. Im Februar 2017 wurde er von der Universität Halle-Wittenberg zum ordentlichen Professor ernannt und hatte bis September 2024 den dortigen Lehrstuhl für Bürgerliches Recht, Unternehmensrecht und Arbeitsrecht inne. Seit Oktober 2024 ist Ulber Inhaber des Lehrstuhls für Europäisches Arbeitsrecht und Bürgerliches Recht an der Universität Trier und Mitdirektor des IAAEU.
Ulbers Forschungsschwerpunkte liegen vor allem im deutschen und europäischen kollektiven und Individual-Arbeitsrecht, vor allem auch in den Schnittpunkten mit dem Sozialrecht und dem Zivilprozessrecht.

## Schriften (Auswahl)
- Tarifdispositives Gesetzesrecht im Spannungsfeld von Tarifautonomie und grundrechtlichen Schutzpflichten. Duncker & Humblot, Berlin 2010, ISBN 978-3-428-13362-8 (Dissertation).
- mit Ulrich Preis: Ausschlussfristen und Mindestlohngesetz – Der Mindestlohn als unabdingbarer gesetzlicher Sockelanspruch. Bund-Verlag, Frankfurt am Main 2014, ISBN 978-3-7663-6413-5.
- mit Andreas Fischer-Lescano und Ulrich Preis: Verfassungsmäßigkeit des Mindestlohns. Nomos, Baden-Baden 2015, ISBN 978-3-8487-2135-1.
- mit Karoline Wiegandt: Die Bindung von Arbeitnehmervereinigungen an die europäischen Grundfreiheiten. Bund-Verlag, Frankfurt am Main, ISBN 978-3-7663-6761-7.
- Vorgaben des EuGH zur Arbeitszeiterfassung. Bund-Verlag, Frankfurt am Main 2020, ISBN 978-3-7663-7041-9.
- mit Kyra Klocke: Diskriminierung Minderjähriger bei der Wahl zum Betriebsrat. Bund-Verlag, Frankfurt am Main 2020, ISBN 978-3-7663-7115-7.